# João Palhinha
João Maria Lobo Alves Palhares Costa Palhinha Gonçalves (pronunție în portugheză [ʒuˈɐ̃w̃ pɐˈʎiɲɐ]; n. 9 iulie 1995, Lisabona, Portugalia) este un fotbalist portughez, care joacă pe post de mijlocaș la Tottenham în Premier League, împrumutat de la FC Bayern München. Pe plan internațional, are prezențe la națională pentru Portugalia U18⁠(d), Portugalia U19⁠(d), Portugalia U20⁠(d) și Portugalia.
A sosit la Sporting CP, apărând pentru prima dată cu prima echipă în 2017 și având și împrumuturi la Moreirense, Belenenses și Braga. După ce s-a întors în 2020, a devenit titular, în special câștigând Primeira Liga 2020-21 și două Taça da Liga consecutive în 2021 și 2022. În iulie 2022, a fost semnat de Fulham din Premier League pentru 20 de milioane de lire sterline, petrecând două sezoane cu clubul și ajutându-i să obțină clasamente la mijlocul tabelului în ambele sezoane. S-a alăturat lui Bayern München în iulie 2024.
Fost internațional de tineret al Portugaliei, terminând pe locul al doilea la Campionatul European Sub-19 ani din 2014, Palhinha a debutat cu naționala de seniori în 2021 și a făcut parte din loturile de la Cupa Mondială din 2022 și la două Campionate Europene (2021 și 2024).

## Carieră pe echipe

### Sporting CP
Născut la Lisabona, Palhinha s-a alăturat sistemului local de tineret al lui Sporting CP în 2012, la vârsta de 17 ani. A jucat primul său meci ca profesionist cu echipa B, înlocuindu-l pe Iuri Medeiros, într-o victorie cu 3-2 pe teren propriu împotriva lui Portimonense în Segunda Liga, pe 3 februarie 2014; a fost una dintre cele două apariții din timpul sezonului. Încă în divizia a doua, Palhinha a marcat primul său gol ca senior pe 4 aprilie 2015, lovitura sa de cap contribuind la o victorie cu 3-1 pe teren propriu împotriva lui Leixões.

### Fulham
Pe 4 iulie 2022, Palhinha a semnat un contract de cinci ani cu Fulham pentru 20 de milioane de lire sterline. Și-a făcut debutul în Premier League pe 6 august, jucând întreaga remiză 2–2 pe teren propriu împotriva lui Liverpool. A marcat primul său gol 14 zile mai târziu, ajutând gazdele să învingă Brentford cu 3–2. A fost Jucătorul Sezonului al echipei sale cu 68% din voturi, față de 17% obținut de Bernd Leno; a reușit, de asemenea, să conducă toți jucătorii în interceptări, cu un total de 147.
Pe 26 august 2023, Palhinha a reușit golul egalări în remiza 2–2 în deplasare împotriva lui Arsenal. În ziua limită a perioadei de transferuri de vară, și-a făcut testele medicale în Germania înainte de un transfer de 65 de milioane de euro la Bayern München, dar înțelegerea s-a prăbușit, deoarece Fulham nu a reușit să găsească un înlocuitor înainte de a se închide perioada; la 14 septembrie, a fost de acord cu un nou contract până în 2028, cu opțiune de prelungire cu încă un an. A fost din nou jucătorul cu cele mai multe interceptări din sezon, cu 154.

### Bayern München
Pe 11 iulie 2024, Palhinha s-a alăturat lui Bayern München cu o contract de patru ani pentru 51 de milioane de euro, plus 5 milioane de euro în suplimente, ceea ce poate duce la 56 de milioane de euro (47,4 milioane de lire sterline).

## Cariera internațională
Palhinha a reprezentat Portugalia la categoriile sub 18, sub 19 și sub 20 de ani. A participat la Campionatul European UEFA sub-19 ani din 2014, unde echipa sa a terminat pe locul doi.
În martie 2021, Palhinha a fost convocat pentru prima dată în echipa de seniori, pentru calificările la Cupa Mondială FIFA 2022 împotriva Azerbaidjanului, Luxemburgului și Serbiei. A obținut prima selecție în meciul cu primul adversar, înlocuindu-l pe Rúben Neves în victoria cu 1-0 de la Torino. A marcat primul său gol în aceeași fază, încheind victoria cu 3-1 în deplasare împotriva Luxemburgului.
Fiind selectat pentru UEFA Euro 2020, Palhinha a apărut împotriva Franței în faza grupelor (2–2) și a Belgiei în optimile de finală (înfrângere 1–0). În noiembrie 2022, a fost inclus în echipa finală pentru Cupa Mondială din Qatar, jucând toate cele trei meciuri din faza grupelor într-o eventuală eliminare în sferturile de finală împotriva Marocului.
Palhinha, de asemenea, a făcut parte din lotul de 26 de jucători pentru Euro 2024. După ce nu participat în meciul de deschidere al Portugaliei împotriva Cehiei, a început în victoria cu 3-0 împotriva Turciei, fiind înlocuit de Neves la pauză. A mai făcut trei apariții pentru sferturile de finală, Portugalia pierzând în fața Franței cu 5–3 la loviturile de departajare din acea rundă.

## Palmares
Braga
- Taça da Liga: 2019–20[40]

Sporting CP
- Primeira Liga: 2020–21[41]
- Taça da Liga: 2020–21,[42] 2021–22[43]
- Supertaça Cândido de Oliveira: 2021[44]

Individual
- Echipa anului din Primeira Liga: 2020–21[45]
- Jucătorul sezonului de la Fulham: 2022–23[46]